# Bryggödlor
Bryggödlor eller tuataror (Rhynchocephalia) är en kräldjursordning, idag bestående av endast två levande arter. Dessa är Sphenodon punctatus och den mycket mer sällsynta Sphenodon guntheri. Dessa tillhör Sphenodontinae, underfamilj till Sphenodontidae.
Trots namnet bryggödla är bryggödlorna inte nära besläktade med vare sig ödlor eller ormar, även om dessa är deras närmaste släktingar bland nu levande arter. Namnet bryggödla kommer av att de har fullständiga tinningbryggor (okbågar). Bryggödlor lever endast i Nya Zeeland.
Charles Daughterty upptäckte 1989 att det fanns två arter av bryggödlor. Paleontologen Samuel Wendell Williston föreslog år 1925 att Rhynchocephalia skulle börja kallas Sphenodontia. Båda namnen är emellertid korrekta.

## Anatomi
Bryggödlan kallas ofta "ett levande fossil" eftersom den är ett över 225 miljoner år gammalt djur. Detta syns på många av dess speciella drag; hjärnan hos bryggödlorna är ungefär lika utvecklad som hos groddjuren och hjärtat är primitivare än hos någon annan reptil. 
Färgmässigt kan bryggödlan vara allt från olivgrön till orangeröd och den skiftar färg under sin levnadstid. Vuxna bryggödlor ömsar skinn minst en gång om året och ungar 3-4 gånger om året. 
Hanarna blir upp till 60 cm långa medan honorna blir 50 cm. Hanarna väger 1-1,5 kg medan honorna väger 0,5-0,7 kg. Man tror att de kunde bli dubbelt så stora i en gång i tiden. Sphenodon guntheri är aningen mindre än Sphenodon punctatus. 

### Huvud
När bryggödlan upptäcktes år 1831 klassades den som en ödla. År 1867 upptäckte dock en man vid namn Albert Günther likheter mellan bryggödlans kranium och fåglars, sköldpaddors samt krokodilers. Man upptäckte nu att bryggödlan var en hittills trodd utdöd medlem av ordningen Rhynchocephalia, vilket betyder näbbskalle. Detta ovanliga kranium har lett till att taxonomer kallar Rhynchocephalia för en papperskorgstaxon. Albert Günter fick även Sphenodon guntheri namngiven efter sig. 
Bryggödlans huvud är primitivast bland alla amnioter då bryggödlan har två öppningar på varje sida i kraniet (fenestrae) med fullständiga tinningbryggor (okbågar), vilket är ett mycket gammalt drag som syns hos fossilerade djur och på dinosauriekranier. Tidigare har man trott att sköldpaddor (Testudines) hade den mest primitiva uppbyggnaden på sina huvuden. Numera har man dock börjat spekulera i att sköldpaddan någon gång under evolutionens gång förlorat sina sidohål snarare än att de aldrig haft dem.
Bryggödlan har en ovanlig käkuppbyggnad. Käken sitter stelt och är ganska orörlig. Överkäken har två tandrader som sluter sig perfekt över en tandrad i underkäken, vilket inte syns hos andra reptiler. Även om ormar ofta har två rader av tänder i överkäken liknar det inte uppbyggnaden hos bryggödlan. Detta system hjälper bryggödlan att med de kraftiga käkmusklerna bita i hårda insekter och även krossa små ben.

### Tre ögon
Bryggödlan är lite udda med att ha ett så kallat hjässöga eller paretialöga, ett tredje öga ovanpå huvudet. Parietalögats nervanslutning till hjärnan är emellertid tillbakabildad och producerar förmodligen ingen bild, men kan kanske registrera ljusintensitet eller hjälpa till att absorbera D-vitamin. Ögat har såväl hornhinna som lins och näthinna under reptilens första levnadshalvår, men täcks så småningom av hud och pigment.
Många av de tidigaste vattenlevande ryggradsdjuren under devon (geologisk period 416-359 miljoner år sedan) hade ett tredje öga mitt på huvudet för att kunna se fiender som lurade ovanför dem. Ett sådant tredje öga fanns kvar hos en del av de tidiga groddjuren och reptilerna, bland annat hos de däggdjursliknande reptilerna, vilka är våra egna förfäder. Idag är det bara bryggödlor, några ödlesorter, fiskarter och nejonögon som har kvar sitt tredje öga.

### Skelett
Tuatarans ryggrad är uppbyggd av timglasformade ryggkotor som är konkava framtill och baktill. Denna utformning är vanlig hos fiskar och några få groddjur, men bland amnioterna är detta en unik uppbyggnad.

## Status
För ungefär 100 miljoner år sedan dog alla övriga arter av bryggödlor ut. För drygt 90 miljoner år sedan bröt sig Nya Zeeland loss från resten av landmassorna. Där har bryggödlan kunnat leva i trygghet eftersom de inte hotats av något större rovdjur. Men när européerna förde med sig råttor, frett, hundar, grisar och katter till öområdet fick bryggödlorna plötsligt sina första naturliga fiender på länge och sedan dess har populationen rasat. 
Sphenodon punctatus finns i ett antal på drygt 60 000 utspridda över öar i Marlborough Sounds, ett brett utsträckt nätverk av havsdränkta dalgångar norr om Sydön i Nya Zeeland. Inom detta område på ön Stephen’s Island lever nästan 50 000 individer. Den enda namngivna underarten heter Sphenodon punctatus punctatus och utgör en liten population på ön Little Barrier Island. Resten är utspridd på 24 olika öar i Hauraki-viken, Coromandelhalvön och Bay of Plenty, alla områden på Nordön. 
Det finns omkring 400 vuxna Sphenodon guntheri kvar. Även om de för närvarande lever tryggt i sitt lilla busksnårsområde i den norra delen av ön North Brother Island i Marlborough Sounds, finns det en risk att råttor tar sig ut till ön.

## Taxonomi
- Sphenodontia
  - Familj Gephyrosauridae
    - Gephyrosaurus
    - Diphydontosaurus

  - Familj Pleurosauridae
    - Palaeopleurosaurus
    - Pleurosaurus

  - Familj Sphenodontidae
    - Colognathus
    - Godavarisaurus
    - Kawasphenodon
    - Leptosaurus
    - Pelecymela
    - Piocormus
    - Sigmala
    - Theretairus
    - Tingitana
    - Rebbanasaurus
    - Planocephalosaurus
    - Polysphenodon
    - Brachyrhinodon
    - Clevosaurus
    - Underfamilj Sphenodontinae
      - Homeosaurus
      - Kallimodon
      - Sapheosaurus
      - Ankylosphenodon
      - Pamizinsaurus
      - Zapatadon
      - Sphenodontini
        - Cynosphenodon
        - Sphenodon

      - (obestämd) Opisthodontia
        - Opisthias
        - Eilenodontini
          - Toxolophosaurus
          - Priosphenodon
          - Eilenodon